# Phileurini

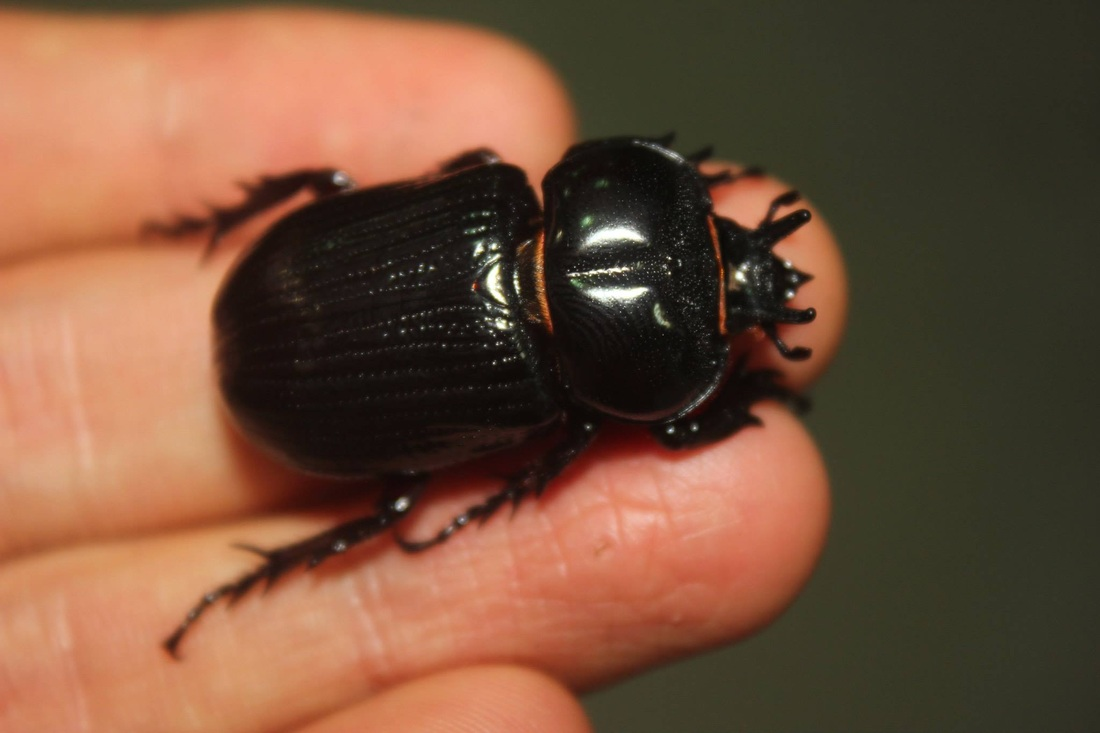
Samica Phileurus truncatus

Phileurini – plemię chrząszczy z rodziny poświętnikowatych i podrodziny rohatyńcowatych. Rozprzestrzenione są kosmopolitycznie.

## Morfologia
Chrząszcze te zwykle są ubarwione brązowo lub czarno. Głowa zaopatrzona jest w guzki lub krótkie rogi. Czułki mają trzy ostatnie człony uformowane w niewielkich rozmiarów buławkę. Oczy złożone podzielone występem policzka zwanym canthus. Nadustek może mieć przednią krawędź zaostrzoną, zaokrągloną lub wyposażoną w niewielkie rogi. Narządy gębowe mają wąskie, niemal trójkątne, odsłonięte żuwaczki, które mogą być uzębione lub bezzębne. Charakterystyczną cechą jest duża bródka zasłaniająca od spodu nasadowe części głaszczków wargowych. Przez środek przedplecza biegnie bruzda, a w jego części przedniej występują zwykle guzki. Stopy ostatniej pary odnóży mają na szczycie pierwszego członu długi kolec.
Larwami są pędraki o ciele wygiętym w kształt litery „C”. Ich szczęki mają żuwki zewnętrzną i wewnętrzną zrośnięte w malę. Na spodniej stronie żuwaczek leżą elementy aparatu strydulacyjnego.

## Rozprzestrzenienie
Plemię rozprzestrzenione jest kosmopolitycznie, przy czym większość gatunków występuje w strefie tropikalnej. W faunie Nowego Świata reprezentowane jest przez 21 rodzajów.

## Taksonomia
Takson ten wprowadził w 1847 roku Hermann Burmeister. Obejmuje 38 rodzajów.
- Actinobolus Westwood, 1841
- Allophileurinus Dupuis & Dechambre, 2001
- Amblyodus Westwood, 1878
- Amblyoproctus Kolbe, 1910
- Archophanes Kolbe, 1905
- Archophileurus Kolbe, 1910
- Ceratophileurus Ohaus, 1911
- Chiliphileurus Endrödi, 1977
- Cnemidophileurus Kolbe, 1910
- Cryptodus MacLeay, 1819
- Eophileurus Arrow, 1908
- Goniophileurus Kolbe, 1910
- Haplophileurus Kolbe, 1910
- Hemiphileurus Kolbe, 1910
- Homophileurus Kolbe, 1910
- Hovophileurus Arrow, 1911
- Oryctophileurus Kolbe, 1910
- Phileurus Latreille, 1807
- Prosphileurus Kolbe, 1905
- Macrocyphonistes Ohaus, 1910
- Metaphileurus Kolbe, 1910
- Microphileurus Kolbe, 1910
- Mictophileurus Ohaus, 1911
- Moraguesia Dechambre, 2008
- Palaeophileurus Kolbe, 1910
- Paraphileurus Endrödi, 1978
- Phileucourtus Dechambre, 2008
- Planophileurus Chapin, 1932
- Platyphileurus Ohaus, 1910
- Pseudosyrichthus Péringuey, 1901
- Rhizoplatodes Péringuey, 1901
- Rhizoplatys Westwood, 1841
- Syrichthodontus Péringuey, 1901
- Syrichthomorphus Péringuey, 1901
- Syrichthoschema Janssens, 1942
- Syrictes Prell, 1936
- Syrictoides Endrödi, 1977
- Trioplus Burmeister, 1847